# Partido Comunista de Turquía/Marxista-Leninista
El Partido Comunista de Turquía/Marxista-Leninista (en turco Türkiye Komünist Partisi/Marksist-Leninist o TKP/ML) es una organización comunista de Turquía. Fue fundada en 1972 con İbrahim Kaypakkaya como su primer líder. Los fundadores del TKP/ML fueron los antiguos miembros del Partido Revolucionario de Obreros y Campesinos de Turquía (TİİKP) que deseaban llevar a cabo la lucha armada.
El TKP/ML participa en la Coordinación Internacional de Partidos y Organizaciones Revolucionarias (ICOR) y en la Liga Comunista Internacional.

## Historia
Después del memorando militar de 1971, el gobierno turco reprimió el movimiento comunista en Turquía. Kaypakkaya y varios de sus colegas fueron arrestados. La maquinaria del partido fue destruida, mientras que Kaypakkaya murió en prisión en 1973, debido a la tortura.
El Partido Comunista de Turquía/Marxista-Leninista se reorganizó entre 1973 y 1978. El primer congreso del partido tuvo lugar en 1978 (TKP/ML I. Kongresi en turco). En 1981 se organizó el segundo congreso (TKP/ML II. Kongresi). El partido se dividió después del segundo congreso, el grupo escindido tomó el nombre de Partido Bolchevique de Turquía y Kurdistán del Norte.
Esta no fue ni la primera ni la última división en el partido. El Partido Comunista de Turquía/Marxista-Leninista - Movimiento ya se había dividido en 1976 durante el período de reorganización. Otras divisiones que siguieron al segundo congreso: Partido Comunista de Turquía/Marxista-Leninista - Proletario Revolucionario (1987), Partido Comunista de Turquía/Marxista-Leninista (Centro del Partido Maoísta) (1987) y el Partido Comunista Maoísta (1994).

## Organización
El ala juvenil del TKP/ML es la Unión de la Juventud Marxista-Leninista de Turquía (TMLGB, por sus siglas en turco). Asimismo, el TKP/ML tiene también un brazo armado, el Ejército de Liberación de los Trabajadores y Campesinos de Turquía (Türkiye İşci ve Köylü Kurtuluş Ordusu en turco, abreviado como TİKKO).

## Actividad
El 17 de mayo de 1985, el TKP/ML transmitió un mensaje de propaganda a millones de televidentes en Estambul, reemplazando la banda sonora de las noticias de la noche.
El 26 de julio de 2013, militantes del TİKKO bombardearon el control de un regulador de una central hidroeléctrica en la zona rural de la provincia de Tunceli.
El 14 de marzo de 2014, guerrilleros del TİKKO atacaron una estación de policía en Tunceli. El TKP/ML declaró que el ataque fue en venganza por la muerte de Berkin Elvan.

## Miembros conocidos
- İbrahim Kaypakkaya (1948-1973) fundador del TKP/ML y antiguo militante del TİİKP.
- Barbara Kistler (1955-1993) comunista suiza que combatió por el TİKKO, y murió en 1993.
- Ali Haydar Yıldız (1953-1973) primer comandante del TİKKO.
- Nubar Ozanyan (1956-2017) comandante del TİKKO de origen armenio que murió en la Guerra Civil Siria.
- Lorenzo Orsetti (1986-2019) anarquista italiano miembro de TİKKO que murió en la batalla de Baghouz en la guerra civil siria.